# Hoàng Chân Y
Hoàng Chân Y (Hangul: 황진이; Hanja: 黃眞伊, Romaji: Hwang Jin-yi; 1506 - 1544) là một nữ thi sĩ sống dưới thời vua Triều Tiên Trung Tông, đồng thời cũng là một trong những kỹ sinh (gisaeng) nổi tiếng nhất của triều đại Triều Tiên.
Biệt danh của bà là Chân Nương (真娘), kỹ danh là Minh Nguyệt (明月). Bà nổi tiếng với vẻ đẹp đặc biệt, duyên dáng, trí tuệ phi thường, cá tính độc lập và quyết đoán. Bà được xếp vào một trong Tùng Đô Tam Tuyệt.

## Ảnh hưởng về văn hóa nghệ thuật
Ở cả hai miền Triều Tiên hiện nay, Hoàng Chân Y đã trở thành một nhân vật gần như huyền thoại, truyền cảm hứng cho nhiều tiểu thuyết, nhạc kịch, phim điện ảnh và phim truyền hình.
Tiểu thuyết viết về cuộc sống của bà bao gồm một cuốn tiểu thuyết năm 2002 của nhà văn Bắc Triều Tiên Hong Sok-jung và cuốn sách bán chạy nhất năm 2004 của nhà văn Hàn Quốc Jeon Gyeong-rin. Cuốn tiểu thuyết của nhà văn Bắc Triều Tiên Hong Sok-jung đã trở thành cuốn tiểu thuyết của Bắc Triều Tiên giành chiến thắng một giải thưởng ở miền Nam.
Cuối năm 2006, KBS đã phát hành một bộ phim truyền hình Hwang Jin-i với diễn xuất của Ha Ji-won trong vai nhân vật chính. Một bộ phim điện ảnh với sự tham gia của Song Hye Kyo cũng được phát hành vào ngày 06 tháng 6 năm 2007.

## Tác phẩm
Cho đến nay, người ta chỉ còn lưu giữ được một số lượng khá ít các bài sijo (thời điệu) và geomungo (huyền cầm, 현금/거문고) của Hwang Jin-yi, nhưng cũng đủ thấy được sự kết hợp tài tình giữa kỹ năng vận dụng từ ngữ và tính nhạc. Chủ đề chính trong sijo của Hwang Jin-yi là vẻ đẹp và cảnh sắc vùng Gaeseong, ví dụ như Manwoldae (Mãn Nguyệt Đài) và thác Pakyon, hoặc thổ lộ tâm trạng của bà khi tuyệt vọng vì tình, hoặc xướng họa những tác phẩm thi ca Trung Quốc.
Dưới đây là Tương tư mộng, một bài thơ rất nổi tiếng của bà, cũng từng được dẫn trong bộ phim truyền hình Hwang Jin-yi.
상사몽
상사상견지빙몽
농방환시환방농
원사요요타야몽
일시동작로중봉
Tương tư mộng
Tương tư tương kiến chỉ bằng mộng
Nùng phỏng hoan thời hoan phỏng nùng
Nguyện sử dao dao tha dạ mộng
Nhất thời đồng tác lộ trong phùng